# Santa María del Campo Rus
Santa María del Campo Rus – gmina w Hiszpanii, w prowincji Cuenca, w Kastylii-La Mancha, o powierzchni 93,63 km². W 2011 roku gmina liczyła 690 mieszkańców.